# Богданович, Тияна
Тия́на Богда́нович (серб. Тијана Богдановић / Tijana Bogdanović; 5 мая 1998, Крушевац) — сербская тхэквондистка наилегчайшей весовой категории, выступает за сборную Сербии начиная с 2014 года. Обладательница серебряной медали летних Олимпийских игр в Рио-де-Жанейро, бронзовый призёр чемпионата мира, чемпионка Европы, серебряный призёр Европейских игр в Баку, победительница многих турниров национального и международного значения.

## Биография
Тияна Богданович родилась 5 мая 1998 года в городе Крушеваце Расинского округа. Активно заниматься тхэквондо начала в возрасте шести лет, неоднократно становилась чемпионкой Балкан в своей возрастной группе.
Первого серьёзного успеха на взрослом международном уровне добилась в сезоне 2015 года, когда вошла в основной состав сербской национальной сборной и побывала на чемпионате мира в Челябинске, откуда привезла награду бронзового достоинства, выигранную в наилегчайшей весовой категории — на стадии полуфиналов потерпела поражение от кореянки Ха Мин А. Кроме того, в этом сезоне выступила на первых Европейских играх в Баку — победила в четвертьфинале титулованную хорватку Люцию Занинович, в полуфинальном поединке взяла верх над представительницей Азербайджана Патимат Абакаровой, но в финале со счётом 10:9 была побеждена британкой Чарли Мэддок и получила в итоге серебряную медаль. По итогам сезона признана лучшей молодой спортсменкой Сербии.
В 2016 году Богданович одолела всех соперниц в наилегчайшем весе на чемпионате Европы в швейцарском Монтрё (свою соотечественницу Сару Дамьянович в 1/8 финала, хорватку Кристину Томич в четвертьфинале, ещё одну хорватку Люцию Занинович в полуфинале и словенку Ану Петрушич в финале) и заслужила тем самым звание лучшей тхэквондистки континента в своём весовом дивизионе. Благодаря череде удачных выступлений удостоилась права защищать честь страны на летних Олимпийских играх в Рио-де-Жанейро — на предварительном этапе вновь взяла верх над Патимат Абакаровой, в четвертьфинальном бою прошла двукратную олимпийскую чемпионку из Китая У Цзинъюй, в полуфинале победила мексиканку Итцель Маньяррес. В решающем финальном поединке встретилась представительницей Южной Кореи Ким Со Хи и уступила ей со счётом 6:7. Таким образом, Тияна Богданович стала серебряной олимпийской медалисткой.